# Pfarrkirche Brunn im Felde

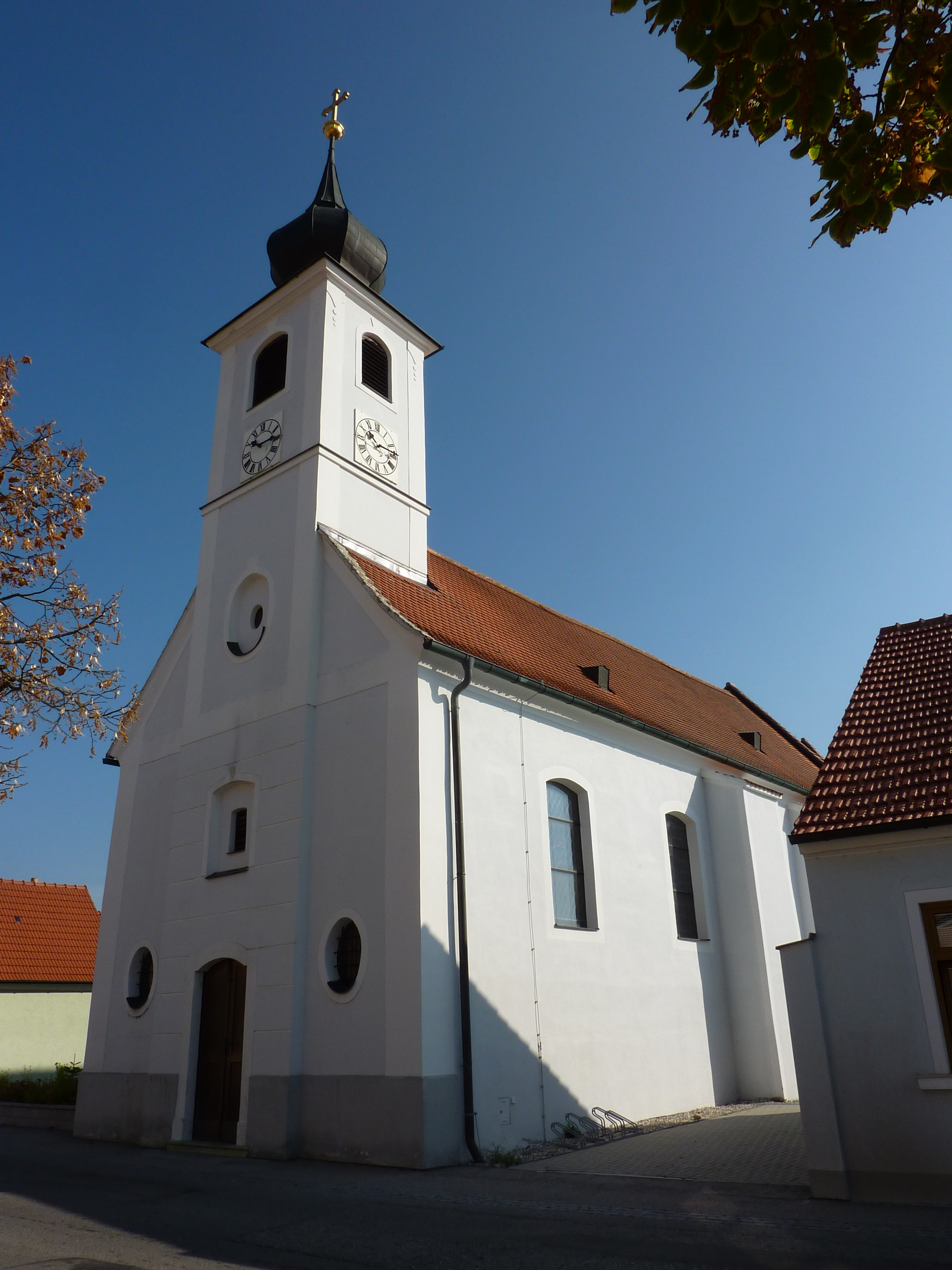
Kath. Pfarrkirche hl. Jakobus der Ältere in Brunn im Felde

Die Pfarrkirche Brunn im Felde steht im Ort Brunn im Felde in der Gemeinde Gedersdorf im Bezirk Krems-Land in Niederösterreich. Die dem heiligen Jakobus der Ältere geweihte römisch-katholische Pfarrkirche gehört zum Dekanat Krems in der Diözese St. Pölten. Die Kirche steht unter Denkmalschutz (Listeneintrag).

## Geschichte
Der spätgotische Chor ist erhalten. Die Kirche war bis ins 16. Jahrhundert eine Filiale der Pfarrkirche Haitzendorf und damit damals dem Stift Herzogenburg inkorporiert. 1783 wurde Brunn im Felde zur Pfarre erhoben und das Langhaus mit Turm neu erbaut.

## Architektur
Die Josephinische Saalkirche hat einen eingestellten Westturm steht in einem Friedhof. Der spätgotische Chor ist erhalten. Das Langhaus zeigt sich mit Lisenen und Stützpfeilern. Der Turm in der Westfront zwischen Giebelschrägen trägt einen Zwiebelhelm.

## Ausstattung
Der Hochaltar ist ein spätbarockes Säulenretabel mit segmentbogigem Aufsatz mit gesprengtem Giebel aus dem Ende des 18. Jahrhunderts.
Die Orgel baute Franz Capek 1928. Eine Glocke goss Balthasar Heroldt 1673. Eine Glocke goss Franz Josef Scheichel 1778.